# Temporada 2022 del Campeonato Mundial de Rally
La temporada 2022 fue la edición 50.ª del Campeonato Mundial de Rally la máxima competición internacional de Rally, organizada por la Federación Internacional del Automóvil que se disputa anualmente desde 1973. Comenzó el 20 de enero en el Rally de Montecarlo y terminó el 13 de noviembre en el Rally de Japón.

## Calendario
El calendario 2022, estaba compuesto por 13 rondas repartidas en Europa, África, Asia y Oceanía. El primer borrador del campeonato se dio a conocer el 9 de julio de 2021 en el que figuraban nueve pruebas. Finalmente, el 15 de octubre de 2021, el Consejo Mundial de Automovilismo le dio luz verde al calendario en la que será la primera temporada de los Rally1 híbridos.
| Ronda   | Fecha                         | Rally                                     | Superficie |
| ------- | ----------------------------- | ----------------------------------------- | ---------- |
| 1       | 20-23 de enero                | 90ème Rallye Automobile Monte-Carlo       | Mixto      |
| 2       | 24-27 de febrero              | 69th Rally Sweden                         | Nieve      |
| 3       | 21-24 de abril                | 46. Croatia Rally                         | Asfalto    |
| 4       | 19-22 de mayo                 | 55.º Rally de Portugal                    | Tierra     |
| 5       | 2-5 de junio                  | 19.º Rally d'Italia Sardegna              | Tierra     |
| 6       | 23-26 de junio                | 69th Safari Rally Kenya                   | Tierra     |
| 7       | 14-17 de julio                | 12.º Rally Estonia                        | Tierra     |
| 8       | 4-7 de agosto                 | 71st Rally Finland                        | Tierra     |
| 9       | 18-21 de agosto               | 57. Ypres Rally                           | Asfalto    |
| 10      | 8-11 de septiembre            | 66.º Acropolis Rally                      | Tierra     |
| 11      | 29 de septiembre-2 de octubre | Rally New Zealand                         | Tierra     |
| 12      | 20-23 de octubre              | 57.º Rally RACC Catalunya – Costa Daurada | Asfalto    |
| 13      | 10-13 de noviembre            | 10th Rally Japan                          | Asfalto    |
| Fuente: |                               |                                           |            |

### Cambios en el calendario
- El Rally de Montecarlo cambiá de sede luego de ocho años, Gap deja de ser la sede del rally para pasar a ser Mónaco quien ocupe ese rol. Mónaco y sus alrededores acojerán el principio y el final de la prueba suponiendo que la prueba en esta temporada sea un 95 por ciento diferente de la edición 2021. Este cambió además significa el regreso del mítico Col de Turini.[9][10][11]
- El Rally de Suecia vuelve al calendario después de ausentarse en 2021 con un importante cambio: por primera vez en su historia cambiará de sede, para que sus tramos cuenten con abundante nieve trasladarán su sede de Torsby a Umeå en el norte del país.[12][13][14]
- La novena ronda del campeonato prevista para celebrarse del 18 al 21 de agosto iba a ser el Rally de Gran Bretaña a celebrarse por primera vez en Irlanda del Norte pero esos planes no pudieron llevarse a cabo debido a motivos financieros.[15][16]
- El 18 de febrero se anunció la fecha que reemplazaría al fallido Rally de Gran Bretaña: las opciones eran el Rally de Zlín o  el Rally de Ypres, siendo esta última finalmente elegida como reemplazó de la cita británica. El Rally de Ypres reemplaza por segundo año consecutivo al Rally de Gran Bretaña.[17][18][19][20]

## Cambios

### Cambios deportivos
Los requisitos de elegibilidad para las tripulaciones que participan en los rallyes se simplificarán y alinearán en un sistema llamado "Pirámide de Rallyes de la FIA".
- La elite del deporte, conocido como "Rally 1", será para los World Rally Cars construidos según las regulaciones introducidas en 2017.
- El segundo nivel, "Rally 2", será para los equipos oficiales y privados que participan con vehículos R5 en el WRC-2.
- A esto le seguirá el "Rally 3" para los pilotos inscriptos de forma privada que compiten con vehículos R5 en el WRC-3.
- Los "Rally 4" no disputarán su propio campeonato en específico, sino que servirá como una categoría puente destinada a hacer que el paso de los R2 a los R5 sea más manejable.
- El nivel final, "Rally 5", será la puerta de entrada a los rallyes, está diseñada para que sea accesible a los que quieran iniciarse en los rallyes.

### Cambios técnicos
El campeonato introducirá un nuevo conjunto de reglamentos técnicos conocidos como "Rally1" para reemplazar a los World Rally Cars. El reglamento de los Rally1 pondrá un mayor énfasis en las piezas estandarizadas que en los años anteriores para hacer el deporte más accesible.
Rally1 introducirá los trenes motrices híbridos en el deporte por primera vez en su historia. Esto tomará la forma de un motor eléctrico que produce 100 kW (134,1 hp) instalado en el actual motor turboalimentado de 4 cilindros en línea de 1.6 L que debe usarse para impulsar el automóvil cuando se viaja por los parques de asistencia y a través de áreas urbanas cuando se conduce entre etapas. Los pilotos podrán utilizar el motor eléctrico para ofrecer potencia adicional cuando compitan en una etapa, y la FIA determinará cuánta potencia se puede utilizar y durante cuánto tiempo la puede utilizar un piloto. El sistema híbrido y el software que rige su uso se estandarizarán durante los primeros tres años como una forma de mantener bajos los costos de competición. El sistema será proporcionado por Compact Dynamics, una subsidiaria de Schaeffler, proveedor del equipo de Fórmula E Audi Sport ABT Schaeffler.
Para mejorar la seguridad, los coches de Rally1 contarán con un aro secundario integrado en la jaula antideformación detrás del conductor y el copiloto para aumentar la rigidez torsional en caso de vuelco. También se reforzará la protección contra impactos laterales, con la introducción de más material en las barras de las puertas.

## Equipos y pilotos
| Equipo                                           | Constructor                                   | Automóvil                                     | N.º                                           | Pilotos                                       | Copiloto                                      | Rondas                                        |
| Registrados en el campeonato de constructores    | Registrados en el campeonato de constructores | Registrados en el campeonato de constructores | Registrados en el campeonato de constructores | Registrados en el campeonato de constructores | Registrados en el campeonato de constructores | Registrados en el campeonato de constructores |
| ------------------------------------------------ | --------------------------------------------- | --------------------------------------------- | --------------------------------------------- | --------------------------------------------- | --------------------------------------------- | --------------------------------------------- |
| Hyundai Shell Mobis WRT                          | Hyundai                                       | Hyundai i20 N Rally1                          | 2                                             | Oliver Solberg                                | Elliott Edmondson                             | 1-3, 6-9, 11                                  |
| Hyundai Shell Mobis WRT                          | Hyundai                                       | Hyundai i20 N Rally1                          | 6                                             | Dani Sordo                                    | Cándido Carrera                               | 4-5, 10, 12-13                                |
| Hyundai Shell Mobis WRT                          | Hyundai                                       | Hyundai i20 N Rally1                          | 8                                             | Ott Tänak                                     | Martin Järveoja                               | 1-13                                          |
| Hyundai Shell Mobis WRT                          | Hyundai                                       | Hyundai i20 N Rally1                          | 11                                            | Thierry Neuville                              | Martijn Wydaeghe                              | 1-13                                          |
| Toyota Gazoo Racing WRT                          | Toyota                                        | Toyota GR Yaris Rally1                        | 1                                             | Sébastien Ogier                               | Benjamin Veillas                              | 1, 4, 6, 11-13                                |
| Toyota Gazoo Racing WRT                          | Toyota                                        | Toyota GR Yaris Rally1                        | 4                                             | Esapekka Lappi                                | Janne Ferm                                    | 2-3, 5, 7-10                                  |
| Toyota Gazoo Racing WRT                          | Toyota                                        | Toyota GR Yaris Rally1                        | 33                                            | Elfyn Evans                                   | Scott Martin                                  | 1-13                                          |
| Toyota Gazoo Racing WRT                          | Toyota                                        | Toyota GR Yaris Rally1                        | 69                                            | Kalle Rovanperä                               | Jonne Halttunen                               | 1-13                                          |
| Toyota Gazoo Racing WRT NG                       | Toyota                                        | Toyota GR Yaris Rally1                        | 18                                            | Takamoto Katsuta                              | Aaron Johnston                                | 1-13                                          |
| M-Sport Ford WRT                                 | Ford                                          | Ford Puma Rally1                              | 16                                            | Adrien Fourmaux                               | Alexandre Coria                               | 1-9, 12                                       |
| M-Sport Ford WRT                                 | Ford                                          | Ford Puma Rally1                              | 19                                            | Sebastien Loeb                                | Isabelle Galmiche                             | 1, 4, 6, 10                                   |
| M-Sport Ford WRT                                 | Ford                                          | Ford Puma Rally1                              | 42                                            | Craig Breen                                   | Paul Nagle                                    | 1-13                                          |
| M-Sport Ford WRT                                 | Ford                                          | Ford Puma Rally1                              | 44                                            | Gus Greensmith                                | Jonas Andersson                               | 2-3, 5, 7-9, 11-13                            |
| No registrados en el campeonato de constructores |                                               |                                               |                                               |                                               |                                               |                                               |
| M-Sport Ford WRT                                 | Ford                                          | Ford Puma Rally1                              | 7                                             | Pierre-Louis Loubet                           | Vincent Landais                               | 3-5, 7-8, 10, 12                              |
| M-Sport Ford WRT                                 | Ford                                          | Ford Puma Rally1                              | 9                                             | Jourdan Serderidis                            | Frédéric Miclotte                             | 6, 10, 12                                     |
| M-Sport Ford WRT                                 | Ford                                          | Ford Puma Rally1                              | 37                                            | Lorenzo Bertelli                              | Simone Scattolin                              | 11                                            |
| M-Sport Ford WRT                                 | Ford                                          | Ford Puma Rally1                              | 44                                            | Gus Greensmith                                | Jonas Andersson                               | 1, 4, 6, 10                                   |
| M-Sport Ford WRT                                 | Ford                                          | Ford Puma Rally1                              | 68                                            | Jari Huttunen                                 | Mikko Lukka                                   | 8                                             |

## Resultados
| Ronda | Evento                                    | Piloto ganador   | Copiloto ganador  | Equipo ganador          | Tiempo    | Resultados |
| ----- | ----------------------------------------- | ---------------- | ----------------- | ----------------------- | --------- | ---------- |
| 1     | 90ème Rallye Automobile Monte-Carlo       | Sebastien Loeb   | Isabelle Galmiche | M-Sport Ford WRT        | 3:00:32.8 | Resultados |
| 2     | 69th Rally Sweden                         | Kalle Rovanperä  | Jonne Halttunen   | Toyota Gazoo Racing WRT | 2:10:44.9 | Resultados |
| 3     | 46. Croatia Rally                         | Kalle Rovanperä  | Jonne Halttunen   | Toyota Gazoo Racing WRT | 2:48:21.5 | Resultados |
| 4     | 55.º Rally de Portugal                    | Kalle Rovanperä  | Jonne Halttunen   | Toyota Gazoo Racing WRT | 3:44:19.2 | Resultados |
| 5     | 19.º Rally d'Italia Sardegna              | Ott Tänak        | Martin Järveoja   | Hyundai Shell Mobis WRT | 3:10:59.1 | Resultados |
| 6     | 69th Safari Rally Kenya                   | Kalle Rovanperä  | Jonne Halttunen   | Toyota Gazoo Racing WRT | 3:40:24.9 | Resultados |
| 7     | 12.º Rally Estonia                        | Kalle Rovanperä  | Jonne Halttunen   | Toyota Gazoo Racing WRT | 2:54:29.0 | Resultados |
| 8     | 71st Rally Finland                        | Ott Tänak        | Martin Järveoja   | Hyundai Shell Mobis WRT | 2:24:04.6 | Resultados |
| 9     | 57. Ypres Rally                           | Ott Tänak        | Martin Järveoja   | Hyundai Shell Mobis WRT | 2:25:38.9 | Resultados |
| 10    | 66.º Acropolis Rally                      | Thierry Neuville | Martijn Wydaeghe  | Hyundai Shell Mobis WRT | 3:34:52.0 | Resultados |
| 11    | Rally New Zealand                         | Kalle Rovanperä  | Jonne Halttunen   | Toyota Gazoo Racing WRT | 2:48:01.4 | Resultados |
| 12    | 57.º Rally RACC Catalunya – Costa Daurada | Sébastien Ogier  | Benjamin Veillas  | Toyota Gazoo Racing WRT | 2:44:43.9 | Resultados |
| 13    | 10th Rally Japan                          | Thierry Neuville | Martijn Wydaeghe  | Hyundai Shell Mobis WRT | 2:43:52.3 | Resultados |

## Clasificaciones

### Sistema de puntuación
Se otorgaron puntos a los diez primeros clasificados. También hubo cinco puntos de bonificación al ganador de la power stage, cuatro puntos para el segundo lugar, tres para el tercero, dos para el cuarto y uno para el quinto.
| Posición    | 1.º | 2.º | 3.º | 4.º | 5.º | 6.º | 7.º | 8.º | 9.º | 10.º |
| Puntos      | 25  | 18  | 15  | 12  | 10  | 8   | 6   | 4   | 2   | 1    |
| Power stage | 5   | 4   | 3   | 2   | 1   |     |     |     |     |      |

### Campeonato de Pilotos
| Pos. | Piloto                | MON | SWE | CRO | POR | ITA | SAF | EST | FIN | YPR | GRE | NZL | ESP | JPN | Puntos |
| ---- | --------------------- | --- | --- | --- | --- | --- | --- | --- | --- | --- | --- | --- | --- | --- | ------ |
| 1    | Kalle Rovanperä       | 41  | 12  | 1   | 1   | 52  | 1   | 1   | 21  | 621 | 152 | 1   | 3   | 12  | 255    |
| 2    | Ott Tänak             | Ret | 201 | 2   | 64  | 1   | Ret | 3   | 14  | 14  | 21  | 32  | 4   | 2   | 205    |
| 3    | Thierry Neuville      | 63  | 23  | 3   | 53  | 411 | 51  | 4   | 5   | 203 | 1   | 45  | 2   | 14  | 193    |
| 4    | Elfyn Evans           | 212 | Ret | 53  | 25  | 403 | 2   | 2   | 43  | 2   | Ret | Ret | 6   | 5   | 134    |
| 5    | Takamoto Katsuta      | 8   | 4   | 6   | 4   | 65  | 3   | 5   | 6   | 5   | 6   | Ret | 75  | 3   | 122    |
| 6    | Sébastien Ogier       | 25  |     |     | 51  |     | 43  |     |     |     |     | 23  | 1   | 4   | 97     |
| 7    | Craig Breen           | 3   | 365 | 4   | 8   | 2   | 6   | 30  | 322 | 63  | 53  | 19  | 9   | 241 | 84     |
| 8    | Dani Sordo            |     |     |     | 32  | 3   |     |     |     |     | 3   |     | 5   | Ret | 59     |
| 9    | Esapekka Lappi        |     | 3   | 49  |     | 444 |     | 64  | 3   | 3   | 225 |     |     |     | 58     |
| 10   | Gus Greensmith        | 5   | 5   | 15  | 19  | 7   | 144 | Ret | 7   | 19  | 294 | Ret | Ret | 6   | 44     |
| 11   | Sébastien Loeb        | 14  |     |     | Ret |     | 82  |     |     |     | Ret |     |     |     | 35     |
| 12   | Oliver Solberg        | Ret | 6   | Ret | 47  |     | 10  | 13  | Ret | 4   |     | 54  |     |     | 33     |
| 13   | Pierre-Louis Loubet   |     |     | 47  | 7   | 4   |     | Ret | Ret |     | 4   |     | 10  |     | 31     |
| 14   | Andreas Mikkelsen     | 7   | 7   |     | Ret | Ret |     | 83  |     | 7   | 13  |     |     |     | 25     |
| 15   | Emil Lindholm         |     | 32  | 95  |     |     |     | 10  | 8   |     | 7   |     | 14  | 9   | 16     |
| 16   | Adrien Fourmaux       | Ret | Ret | Ret | 9   | Ret | 135 | 7   | 18  | Ret | WD  | WD  | 8   | WD  | 13     |
| 17   | Yohan Rossel          | 13  |     | 7   | 10  | 18  |     |     |     | 8   | Ret |     | 12  |     | 11     |
| 18   | Nikolay Gryazin       | 10  | Ret | 10  | 28  | 8   |     | WD  | DNS | 10  | 8   |     | 13  |     | 11     |
| 19   | Kajetan Kajetanowicz  |     |     | 8   | 11  |     | 9   | 12  |     |     |     | 8   | 16  | Ret | 10     |
| 20   | Teemu Suninen         |     |     |     | Ret | 38  |     | 9   | DSQ |     | 17  |     | 11  | 83  | 9      |
| 21   | Hayden Paddon         |     |     |     |     |     |     | Ret | 11  |     |     | 6   |     |     | 8      |
| 22   | Stéphane Lefebvre     | Ret |     | 12  | WD  |     |     |     |     | 6   |     |     |     |     | 8      |
| 23   | Grégoire Munster      | 12  |     | 48  |     |     |     |     |     | 11  | Ret |     | 22  | 7   | 6      |
| 24   | Jourdan Serderidis    |     |     |     |     | 20  | 7   |     |     |     | Ret |     | 28  | WD  | 6      |
| 25   | Lorenzo Bertelli      |     | WD  |     |     |     |     |     |     |     |     | 7   |     |     | 6      |
| 26   | Jari Huttunen         |     | 9   | 28  |     | 10  |     | 11  | 9   | Ret |     |     | 15  |     | 5      |
| 27   | Ole Christian Veiby   |     | 8   |     |     |     |     |     |     |     |     |     |     |     | 4      |
| 28   | Mauro Miele           | 17  | 23  | 24  |     | Ret |     | 26  |     |     | WD  |     | 27  | 252 | 4      |
| 29   | Chris Ingram          | 14  |     | 11  | 12  | 11  |     |     |     | 9   | Ret |     |     |     | 2      |
| 30   | Erik Cais             | 9   |     | 14  | 42  | Ret |     |     |     |     |     |     |     |     | 2      |
| 31   | Jan Solans            |     |     |     | 43  | 9   |     |     |     |     |     |     | 19  |     | 2      |
| 32   | Alexandros Tsouloftas |     |     |     |     |     |     |     |     |     | 9   |     |     |     | 2      |
| 33   | Shane van Gisbergen   |     |     |     |     |     |     |     |     |     |     | 9   |     |     | 2      |
| 34   | Egon Kaur             |     | 10  |     |     |     |     |     | 10  |     |     |     |     |     | 2      |
| 35   | Eyvind Brynildsen     |     |     |     |     |     |     |     |     |     | 10  |     |     |     | 1      |
| 36   | Harry Bates           |     |     |     |     |     |     |     |     |     |     | 10  |     |     | 1      |
| 37   | Heikki Kovalainen     |     |     |     |     |     |     |     |     |     |     |     |     | 10  | 1      |
| 38   | Fabrizio Zaldivar     |     |     |     | 31  | 33  |     | 20  | 15  |     | 11  |     | 18  | 295 | 1      |
| Pos. | Piloto                | MON | SWE | CRO | POR | ITA | SAF | EST | FIN | YPR | GRE | NZL | ESP | JPN | Puntos |

| Color     | Resultado                                              |
| --------- | ------------------------------------------------------ |
| Oro       | Ganador                                                |
| Plata     | 2.ª plaza                                              |
| Bronce    | 3.ª plaza                                              |
| Verde     | Finalizó, en los puntos                                |
| Azul      | Finalizó, sin puntos                                   |
| Violeta   | No terminó (Ret)                                       |
| Negro     | Descalificado (DSQ)                                    |
| Blanco    | No empezó (DNS)                                        |
| Blanco    | Excluido (EX)                                          |
| Blanco    | Lesionado (INJ)                                        |
| Sin color | No participó                                           |
| x1        | Indica posición de la Power stage                      |
| (x)       | Entre paréntesis, puntos no computables para el total. |

### Campeonato de Copilotos
| Pos. | Copiloto                   | MON | SWE | CRO | POR | ITA | SAF | EST | FIN | YPR | GRE | NZL | ESP | JPN | Puntos |
| ---- | -------------------------- | --- | --- | --- | --- | --- | --- | --- | --- | --- | --- | --- | --- | --- | ------ |
| 1    | Jonne Halttunen            | 41  | 12  | 1   | 1   | 52  | 1   | 1   | 21  | 621 | 152 | 1   | 3   | 12  | 255    |
| 2    | Martin Järveoja            | Ret | 201 | 2   | 64  | 1   | Ret | 3   | 14  | 14  | 21  | 32  | 4   | 2   | 205    |
| 3    | Martijn Wydaeghe           | 63  | 23  | 3   | 53  | 411 | 51  | 4   | 5   | 203 | 1   | 45  | 2   | 14  | 193    |
| 4    | Scott Martin               | 212 | Ret | 53  | 25  | 403 | 2   | 2   | 43  | 2   | Ret | Ret | 6   | 5   | 134    |
| 5    | Aaron Johnston             | 8   | 4   | 6   | 4   | 65  | 3   | 5   | 6   | 5   | 6   | Ret | 75  | 3   | 122    |
| 6    | Benjamin Veillas           | 25  |     |     | 51  |     | 43  |     |     |     |     | 23  | 1   | WD  | 85     |
| 7    | Paul Nagle                 | 3   | 365 | 4   | 8   | 2   | 6   | 30  | 322 | 63  | 53  | 19  | 9   |     | 79     |
| 8    | Cándido Carrera            |     |     |     | 32  | 3   |     |     |     |     | 3   |     | 5   | Ret | 59     |
| 9    | Janne Ferm                 |     | 3   | 49  |     | 444 |     | 64  | 3   | 3   | 225 |     |     |     | 58     |
| 10   | Jonas Andersson            | 5   | 5   | 15  | 19  | 7   | 144 | Ret | 7   | 19  | 294 | Ret | Ret | 6   | 44     |
| 11   | Vincent Landais            |     |     | 47  | 7   | 4   |     | Ret | Ret |     | 4   |     | 10  | 4   | 43     |
| 12   | Isabelle Galmiche          | 14  |     |     | Ret |     | 82  |     |     |     | Ret |     |     |     | 35     |
| 13   | Elliott Edmondson          | Ret | 6   | Ret | 47  |     | 10  | 13  | Ret | 4   |     | 54  |     |     | 33     |
| 14   | Torstein Eriksen           | 7   | 7   |     | Ret | Ret |     | 83  |     | 7   | 13  |     |     |     | 25     |
| 15   | Reeta Hämäläinen           |     | 32  | 95  |     |     |     | 10  | 8   |     | 7   |     | 14  | 9   | 16     |
| 16   | Alexandre Coria            | Ret | Ret | Ret | 9   | Ret | 135 | 7   | 18  | Ret | WD  | WD  | 8   | WD  | 13     |
| 17   | Valentin Sarreaud          |     |     | 7   | 10  | 18  |     |     |     | 8   | Ret |     |     |     | 11     |
| 18   | Konstantin Aleksandrov     | 10  | Ret | 10  | 28  | 8   |     | WD  | DNS | 10  | 8   |     | 13  |     | 11     |
| 19   | Maciej Szczepaniak         |     |     | 8   | 11  |     | 9   | 12  |     |     |     | 8   | 16  | Ret | 10     |
| 20   | Mikko Markkula             |     |     |     | Ret | 38  |     | 9   | DSQ |     | 17  |     | 11  | 83  | 9      |
| 21   | John Kennard               |     |     |     |     |     |     | Ret | 11  |     |     | 6   |     |     | 8      |
| 22   | Andy Malfoy                | Ret |     | 12  | WD  |     |     |     |     | 6   |     |     |     |     | 8      |
| 23   | Louis Louka                | 12  |     | 48  |     |     |     |     |     | 11  | Ret |     | 22  | 7   | 6      |
| 24   | Frédéric Miclotte          |     |     |     |     | 20  | 7   |     |     |     | Ret |     | 28  | WD  | 6      |
| 25   | Lorenzo Granai             |     |     |     |     |     |     |     |     |     |     | 7   |     |     | 6      |
| 26   | Mikko Lukka                |     | 9   | 28  |     | 10  |     | 11  | 9   | Ret |     |     | 15  |     | 5      |
| 27   | James Fulton               |     | 29  |     | 40  | 28  |     | 19  | 34  | Ret |     |     | 21  | 241 | 5      |
| 28   | Stig Rune Skjærmoen        |     | 8   |     |     |     |     |     |     |     |     |     |     |     | 4      |
| 29   | Luca Beltrame              | 17  | 23  | 24  |     | Ret |     | 26  |     |     | WD  |     | 27  | 252 | 4      |
| 30   | Craig Drew                 |     |     | 11  | 12  | 11  |     | 15  |     | 9   | Ret |     |     |     | 2      |
| 31   | Petr Těšínský              | 9   |     | 14  | 42  | Ret |     |     |     |     |     |     |     |     | 2      |
| 32   | Ross Whittock              | 14  |     |     |     |     |     |     |     |     | 9   |     |     |     | 2      |
| 33   | Rodrigo Sanjuan de Eusebio |     | Ret |     | 43  | 9   |     |     |     |     |     |     | 19  |     | 2      |
| 34   | Glen Weston                |     |     |     |     |     |     |     |     |     |     | 9   |     |     | 2      |
| 35   | Silver Simm                |     | 10  |     |     |     |     | 25  | 10  |     |     |     |     |     | 2      |
| 36   | Roger Eilertsen            |     |     |     |     |     |     |     |     |     | 10  |     |     |     | 1      |
| 37   | John McCarthy              |     |     |     |     |     |     |     |     |     |     | 10  |     |     | 1      |
| 38   | Sae Kitagawa               |     |     |     |     |     |     |     |     |     |     |     |     | 10  | 1      |
| 39   | Marcelo Der Ohannesian     | Ret | 33  |     | Ret | 27  |     | 20  | 15  |     | 11  |     | 18  | 295 | 1      |
| Pos. | Copiloto                   | MON | SWE | CRO | POR | ITA | SAF | EST | FIN | YPR | GRE | NZL | ESP | JPN | Puntos |

| Color     | Resultado                                              |
| --------- | ------------------------------------------------------ |
| Oro       | Ganador                                                |
| Plata     | 2.ª plaza                                              |
| Bronce    | 3.ª plaza                                              |
| Verde     | Finalizó, en los puntos                                |
| Azul      | Finalizó, sin puntos                                   |
| Violeta   | No terminó (Ret)                                       |
| Negro     | Descalificado (DSQ)                                    |
| Blanco    | No empezó (DNS)                                        |
| Blanco    | Excluido (EX)                                          |
| Blanco    | Lesionado (INJ)                                        |
| Sin color | No participó                                           |
| x1        | Indica posición de la Power stage                      |
| (x)       | Entre paréntesis, puntos no computables para el total. |

### Campeonato de Constructores
| Pos. | Constructor                | MON | SWE | CRO | POR | ITA | SAF | EST | FIN | YPR | GRE | NZL | ESP | JPN | Puntos |
| ---- | -------------------------- | --- | --- | --- | --- | --- | --- | --- | --- | --- | --- | --- | --- | --- | ------ |
| 1    | Toyota Gazoo Racing WRT    | 2   | 12  | 1   | 1   | 42  | 1   | 1   | 21  | 2   | 52  | 1   | 1   | 4   | 525    |
| 1    | Toyota Gazoo Racing WRT    | 41  | 3   | 43  | 25  | 7   | 23  | 2   | 3   | 3   | 65  | 23  | 3   | 5   | 525    |
| 1    | Toyota Gazoo Racing WRT    | NC2 | Ret | NC  | NC  | NC3 | NC  | NC  | NC3 | NC1 | Ret | Ret | NC  | NC  | 525    |
| 2    | Hyundai Shell Mobis WRT    | 53  | 23  | 2   | 32  | 1   | 41  | 3   | 14  | 14  | 1   | 32  | 2   | 14  | 455    |
| 2    | Hyundai Shell Mobis WRT    | Ret | 6   | 3   | 53  | 3   | 7   | 4   | 45  | 4   | 21  | 4   | 4   | 2   | 455    |
| 2    | Hyundai Shell Mobis WRT    | Ret | NC1 | Ret | NC  | NC1 | Ret | NC  | Ret | NC3 | NC  | NC4 | NC  | Ret | 455    |
| 3    | M-Sport Ford WRT           | 14  | 5   | 4   | 6   | 2   | 5   | 6   | 6   | 6   | 3   | 5   | 6   | 6   | 257    |
| 3    | M-Sport Ford WRT           | 3   | 75  | 7   | 7   | 6   | 62  | 7   | 7   | 7   | 74  | Ret | 7   | 71  | 257    |
| 3    | M-Sport Ford WRT           | Ret | Ret | Ret | Ret | Ret | NC5 | NC  | NC2 | Ret | Ret | WD  | NC  | WD  | 257    |
| 4    | Toyota Gazoo Racing WRT NG | 6   | 4   | 6   | 4   | 5   | 3   | 5   | 5   | 5   | 4   | Ret | 5   | 3   | 138    |
| Pos. | Constructor                | MON | SWE | CRO | POR | ITA | SAF | EST | FIN | YPR | GRE | NZL | ESP | JPN | Puntos |

### WRC 2
A partir de esta temporada, todos los Rally2 se unificaran en el WRC 2 en tres clasificaciones bien definidas: la clasificación general es el WRC 2 Open en el cual participan todos los pilotos independientemente de su edad, el WRC 2 Junior es la clasificación creada para los pilotos nacidos de 1992 en adelante y el WRC 2 Masters es la clasificación creada para los pilotos nacidos de 1972 o hacia atrás. Los pilotos participantes en el WRC 2 Junior y Masters están habilitados para disputar el WRC 2 Open, pudiendo ganar el campeonato Junior/Masters y Open en la misma temporada.  

#### WRC 2 Open
| Pos. | Piloto                | MON | SWE | CRO | POR | ITA | SAF | EST | FIN | YPR | GRE | NZL | ESP | JPN | Puntos | Mejores 6 |
| ---- | --------------------- | --- | --- | --- | --- | --- | --- | --- | --- | --- | --- | --- | --- | --- | ------ | --------- |
| 1    | Emil Lindholm         |     | 141 | 31  |     |     |     | 3   | 12  |     | 1   |     | 41  | 3   | 116    | 113       |
| 2    | Andreas Mikkelsen     | 13  | 1   |     | Ret | Ret |     | 1   |     | 21  | 71  |     |     |     | 109    | 109       |
| 3    | Kajetan Kajetanowicz  |     |     | 2   | 2   |     | 1   | 5   |     |     |     | 2   | 6   | Ret | 104    | 104       |
| 4    | Yohan Rossel          | 61  |     | 1   | 1   | 112 |     |     |     | 32  | Ret |     | 2   |     | 98     | 98        |
| 5    | Nikolay Gryazin       | 3   | Ret | 4   | NC  | 1   |     | WD  | DNS | NC  | 2   |     | 3   |     | 85     | 85        |
| 6    | Teemu Suninen         |     |     |     | Ret | 25  |     | 2   | DSQ |     | 102 |     | 1   | 2   | 68     | 68        |
| 7    | Chris Ingram          | 7   |     | 5   | 3   | 43  |     |     |     | 4   | Ret |     |     |     | 56     | 56        |
| 8    | Jari Huttunen         |     | 3   | 18  |     | 31  |     | 4   |     | Ret |     |     | 5   |     | 55     | 55        |
| 9    | Grégoire Munster      | 52  |     | 253 |     |     |     |     |     | 5   | Ret |     | 12  | 1   | 48     | 48        |
| 10   | Hayden Paddon         |     |     |     |     |     |     | Ret | 3   |     |     | 1   |     |     | 43     | 43        |
| 11   | Sean Johnston         | 4   |     | 11  | Ret |     | 2   | 10  |     |     |     |     |     | 6   | 41     | 41        |
| 12   | Stéphane Lefebvre     | Ret |     | 62  | WD  |     |     |     |     | 13  |     |     |     |     | 36     | 36        |
| 13   | Egon Kaur             |     | 4   |     |     |     |     | 12  | 2   |     |     |     |     |     | 30     | 30        |
| 14   | Sami Pajari           |     |     |     |     | 5   |     |     | 101 |     |     |     | 7   | 5   | 30     | 30        |
| 15   | Eerik Pietarinen      |     | 63  |     | 17  | 6   |     |     | 53  |     |     |     |     |     | 28     | 28        |
| 16   | Mikołaj Marczyk       |     |     | 9   | 4   | 8   |     | 15  | 6   |     |     |     | 10  |     | 27     | 27        |
| 17   | Fabrizio Zaldivar     |     |     |     | 14  | 22  |     | 9   | 7   |     | 5   |     | 8   | 143 | 23     | 23        |
| 18   | Erik Cais             | 2   |     | 8   | 20  | Ret |     |     |     |     |     |     |     |     | 22     | 22        |
| 19   | Jan Solans            |     |     |     | 213 | 2   |     |     |     |     |     |     | 9   |     | 21     | 21        |
| 20   | Ole Christian Veiby   |     | 2   |     |     |     |     |     |     |     |     |     |     |     | 18     | 18        |
| 21   | Georg Linnamäe        |     | 52  | 21  | Ret | Ret |     | 7   |     | NC  | 12  |     | 13  |     | 18     | 18        |
| 22   | Amanraaj Rai          |     |     |     |     |     | 3   |     |     |     |     |     |     |     | 16     | 16        |
| 23   | Alexandros Tsouloftas |     |     |     |     |     |     |     |     |     | 3   |     |     |     | 16     | 16        |
| 24   | Shane Van Gisbergen   |     |     |     |     |     |     |     |     |     |     | 3   |     |     | 16     | 16        |
| 25   | Martin Prokop         |     |     |     | 7   | 9   | Ret |     | 8   |     | 8   |     |     |     | 16     | 16        |
| 26   | Armin Kremer          |     |     | 12  | Ret | DNS |     |     |     | 8   | 11  | 5   | 16  |     | 14     | 14        |
| 27   | Emilio Fernández      |     |     |     | 24  | 7   |     | 6   |     |     |     |     |     |     | 14     | 14        |
| 28   | Mauro Miele           | 8   | 10  | 14  |     | Ret |     | 13  |     |     |     |     | 17  | 71  | 14     | 14        |
| 29   | Aakif Virani          |     |     |     |     |     | 4   |     |     |     |     |     |     |     | 12     | 12        |
| 30   | Teemu Asunmaa         |     |     |     |     |     |     |     | 4   |     |     |     |     |     | 12     | 12        |
| 31   | Eyvind Brynildsen     |     |     |     |     |     |     |     |     |     | 4   |     |     |     | 12     | 12        |
| 32   | Harry Bates           |     |     |     |     |     |     |     |     |     |     | 4   |     |     | 12     | 12        |
| 33   | Heikki Kovalainen     |     |     |     |     |     |     |     |     |     |     |     |     | 4   | 12     | 12        |
| 34   | Armindo Araújo        |     |     |     | 5   |     |     |     |     |     |     |     |     |     | 10     | 10        |
| 35   | Ricardo Teodósio      |     |     |     | 6   |     |     |     |     |     |     |     |     |     | 8      | 8         |
| 36   | Gaurav Gill           |     |     |     |     |     | Ret |     | 32  |     | 6   |     |     |     | 8      | 8         |
| 37   | Vincent Verschueren   |     |     |     |     |     |     |     |     | 6   |     |     |     |     | 8      | 8         |
| 38   | Todd Bawden           |     |     |     |     |     |     |     |     |     |     | 6   |     |     | 8      | 8         |
| 39   | Luke Anear            |     |     |     |     | 21  |     | 14  |     |     |     | 7   | 26  | 10  | 7      | 7         |
| 40   | Eric Camilli          | Ret |     | 7   | Ret | WD  |     |     |     |     |     |     |     |     | 6      | 6         |
| 41   | Jörgen Jonasson       |     | 7   |     |     |     |     |     |     |     |     |     |     |     | 6      | 6         |
| 42   | Sébastien Bedoret     |     |     |     |     |     |     |     |     | 7   |     |     |     |     | 6      | 6         |
| 43   | Freddy Loix           | 10  |     |     |     | 10  |     |     | 9   | 9   |     |     |     |     | 6      | 6         |
| 44   | Jean-Michel Raoux     | 12  |     |     | 8   | 14  |     |     |     |     | 16  |     | 19  | 15  | 4      | 4         |
| 45   | Josh McErlean         |     | 13  |     | 19  | 20  |     | 8   | 13  | Ret |     |     | 11  |     | 4      | 4         |
| 46   | Michał Sołowow        |     | 8   |     |     |     |     |     |     |     |     |     |     |     | 4      | 4         |
| 47   | Ben Hunt              |     |     |     |     |     |     |     |     |     |     | 8   |     |     | 4      | 4         |
| 48   | Osamu Fukunaga        |     |     | 26  |     |     |     |     |     | 18  |     |     |     | 8   | 4      | 4         |
| 49   | Oliver Solberg        |     |     |     | 251 |     |     |     |     |     |     |     |     |     | 3      | 3         |
| 50   | Frédéric Rosati       | 15  | Ret |     | 9   | Ret |     |     |     |     | Ret |     |     | 13  | 2      | 2         |
| 51   | Olivier Burri         | 9   |     | 15  |     |     |     |     |     | 14  |     |     |     |     | 2      | 2         |
| 52   | Bruno Bulacia         |     | 9   |     | 22  | Ret |     | Ret |     |     | 22  |     | 21  | 11  | 2      | 2         |
| 53   | Lambros Athanassoulas |     |     |     |     |     |     |     |     |     | 9   |     |     |     | 2      | 2         |
| 54   | Andy Martin           |     |     |     |     |     |     |     |     |     |     | 9   |     |     | 2      | 2         |
| 55   | Eamonn Boland         | 13  | 16  |     |     |     |     |     |     | 15  |     |     | 23  | 9   | 2      | 2         |
| 56   | Pepe López            |     |     |     |     |     |     |     |     |     |     |     | 152 |     | 2      | 2         |
| 57   | Rakan Al-Rashed       |     | Ret |     | 10  | 12  |     |     |     |     |     |     | 29  |     | 1      | 1         |
| 58   | Mikko Heikkilä        |     |     | 10  |     |     |     |     | 12  |     |     |     | 14  |     | 1      | 1         |
| 59   | Miguel Díaz-Aboitiz   |     |     |     | 12  | 24  |     |     |     | 17  | 20  | 10  | 27  |     | 1      | 1         |
| 60   | Davy Vanneste         |     |     |     |     |     |     |     |     | 10  |     |     |     |     | 1      | 1         |
| 61   | Alejandro Cachón      |     |     |     |     |     |     |     |     |     |     |     | 243 |     | 1      | 1         |
| Pos. | Piloto                | MON | SWE | CRO | POR | ITA | SAF | EST | FIN | YPR | GRE | NZL | ESP | JPN | Puntos | Mejores 6 |

#### WRC 2 Junior
| Pos. | Piloto            | MON | SWE | CRO | POR | ITA | SAF | EST | FIN | YPR | GRE | NZL | ESP | JPN | Puntos | Mejores 6 |
| ---- | ----------------- | --- | --- | --- | --- | --- | --- | --- | --- | --- | --- | --- | --- | --- | ------ | --------- |
| 1    | Emil Lindholm     |     | 6   | 1   |     |     |     | 1   | 1   |     | 1   |     | 2   | 2   | 144    | 136       |
| 2    | Nikolay Gryazin   | 2   | Ret | 2   | NC  | 1   |     | WD  | DNS |     | 2   |     | 1   |     | 104    | 104       |
| 3    | Chris Ingram      | 4   |     | 3   | 1   | 3   |     |     |     | 1   | Ret |     |     |     | 92     | 92        |
| 4    | Fabrizio Zaldivar |     |     |     | 3   | 9   |     | 4   | 4   |     | 3   |     | 4   | 5   | 78     | 76        |
| 5    | Mikołaj Marczyk   |     |     | 5   | 2   | 6   |     | 6   | 3   |     |     |     | 6   |     | 67     | 67        |
| 6    | Grégoire Munster  | 3   |     | 9   |     |     |     |     |     | 2   | Ret |     | 8   | 1   | 64     | 64        |
| 7    | Georg Linnamäe    |     | 1   | 8   | Ret | Ret |     | 2   |     |     | 4   |     | 9   |     | 61     | 61        |
| 8    | Eerik Pietarinen  |     | 2   |     | 4   | 5   |     |     | 2   |     |     |     |     |     | 58     | 58        |
| 9    | Sami Pajari       |     |     |     |     | 4   |     |     | 5   |     |     |     | 3   | 3   | 52     | 52        |
| 10   | Josh McErlean     |     | 5   |     | 5   | 8   |     | 3   | 7   | Ret |     |     | 7   |     | 51     | 51        |
| 11   | Erik Cais         | 1   |     | 4   | 6   | Ret |     |     |     |     |     |     |     |     | 45     | 45        |
| 12   | Bruno Bulacia     |     | 3   |     | 8   | Ret |     | Ret |     |     | 5   |     | 12  | 4   | 41     | 41        |
| 13   | Jan Solans        |     |     |     | 7   | 2   |     |     |     |     |     |     | 5   |     | 34     | 34        |
| 14   | Amaanraj Rai      |     |     |     |     |     | 1   |     |     |     |     |     |     |     | 25     | 25        |
| 15   | Harry Bates       |     |     |     |     |     |     |     |     |     |     | 1   |     |     | 25     | 25        |
| 16   | Marco Bulacia     | Ret | 7   |     | Ret | 7   |     | Ret |     | 4   | WD  |     |     |     | 24     | 24        |
| 17   | Mikko Heikkilä    |     |     | 6   |     |     |     |     | 6   |     |     |     | 10  |     | 17     | 17        |
| 18   | Sébastien Bedoret |     |     |     |     |     |     |     |     | 3   |     |     |     |     | 15     | 15        |
| 19   | Enrico Oldrati    |     | 4   |     |     |     |     |     |     |     |     |     |     |     | 12     | 12        |
| 20   | Gregor Jeets      |     |     |     |     |     |     | 5   |     |     |     |     |     |     | 10     | 10        |
| 21   | Aljoša Novak      |     |     | 7   |     |     |     |     |     |     |     |     |     |     | 6      | 6         |
| Pos. | Piloto            | MON | SWE | CRO | POR | ITA | SAF | EST | FIN | YPR | GRE | NZL | ESP | JPN | Puntos | Mejores 6 |

#### WRC 2 Masters
| Pos. | Piloto                      | MON | SWE | CRO | POR | ITA | SAF | EST | FIN | YPR | GRE | NZL | ESP | JPN | Puntos | Mejores 6 |
| ---- | --------------------------- | --- | --- | --- | --- | --- | --- | --- | --- | --- | --- | --- | --- | --- | ------ | --------- |
| 1    | Mauro Miele                 | 1   | 2   | 2   |     | Ret |     | 1   |     |     |     |     | 2   | 1   | 129    | 129       |
| 2    | Armin Kremer                |     |     | 1   | Ret | DNS |     |     |     | 1   | 1   | 1   | 1   |     | 125    | 125       |
| 3    | Jean-Michel Raoux           | 4   |     |     | 1   | 3   |     |     |     |     | 2   |     | 3   | 5   | 95     | 95        |
| 4    | Freddy Loix                 | 3   |     |     |     | 1   |     |     | 1   | 2   |     |     |     |     | 83     | 83        |
| 5    | Eamonn Boland               | 5   | 4   |     |     |     |     |     |     | 4   |     |     | 5   | 3   | 59     | 59        |
| 6    | Miguel Diaz Aboitiz         |     |     |     | 4   | 7   |     |     |     | 6   | 5   | 4   | 7   |     | 54     | 54        |
| 7    | Fabrizio Arengi Bentivoglio | 6   |     | 5   | 5   |     |     |     |     |     | 3   |     | 6   |     | 51     | 51        |
| 8    | Olivier Burri               | 2   |     | 3   |     |     |     |     |     | 3   |     |     |     |     | 48     | 48        |
| 9    | Frédéric Rosati             | 7   | Ret |     | 2   | Ret |     |     |     |     | Ret |     |     | 4   | 36     | 36        |
| 10   | Osamu Fukunaga              |     |     | 7   |     |     |     |     |     | 7   |     |     |     | 2   | 30     | 30        |
| 11   | Michał Sołowow              |     | 1   |     |     |     |     |     |     |     |     |     |     |     | 25     | 25        |
| 12   | Eduard Pons Suñe            |     |     |     |     | 4   |     |     |     |     |     |     | 4   |     | 24     | 24        |
| 13   | Henk Vossen                 |     |     | 6   |     |     |     |     |     | 5   |     |     | 8   |     | 22     | 22        |
| 14   | Carlo Covi                  | 8   |     | 8   |     | 8   |     |     |     |     | 5   |     |     |     | 20     | 20        |
| 15   | Jourdan Serderidis          |     |     |     |     | 2   |     |     |     |     |     |     |     |     | 18     | 18        |
| 16   | Todd Bawden                 |     |     |     |     |     |     |     |     |     |     | 2   |     |     | 18     | 18        |
| 17   | Joakim Roman                |     | 3   |     |     |     |     |     |     |     |     |     |     |     | 15     | 15        |
| 18   | Laurent Battut              |     |     |     | 3   | Ret |     |     |     |     |     |     |     |     | 15     | 15        |
| 19   | Andy Martin                 |     |     |     |     |     |     |     |     |     |     | 3   |     |     | 15     | 15        |
| 20   | Niko Pulić                  |     |     | 4   |     |     |     |     |     |     |     |     |     |     | 12     | 12        |
| 21   | Diogo Salvi                 |     |     |     |     |     |     |     |     |     | 4   |     |     |     | 12     | 12        |
| 22   | Silvano Patera              |     |     |     |     | 5   |     |     |     |     |     |     |     |     | 10     | 10        |
| 23   | Francisco Teixeira          |     |     |     | 6   |     |     |     |     |     |     |     |     |     | 8      | 8         |
| 24   | Francesco Tali              |     |     |     |     | 6   |     |     |     |     |     |     |     |     | 8      | 8         |
| 25   | Alexander Villanueva        |     | Ret |     | 7   |     |     |     |     |     |     |     |     |     | 6      | 6         |
| 26   | Georgios Vasilakis          |     |     |     |     |     |     |     |     |     | 7   |     |     |     | 6      | 6         |
| Pos. | Piloto                      | MON | SWE | CRO | POR | ITA | SAF | EST | FIN | YPR | GRE | NZL | ESP | JPN | Puntos | Mejores 6 |

### WRC 3
Al igual que en el WRC 2, en el WRC 3 se disputarán dos clasificaciones: la general que es el WRC 3 Open y el WRC 3 Junior dedicada para los pilotos nacidos de 1994 en adelante. El WRC 3 Junior es el reemplazante del ya extinto Campeonato Mundial de Rally Junior.

#### WRC 3 Open
| Pos. | Piloto                  | MON | SWE | CRO | POR | ITA | SAF | EST | FIN | YPR | GRE | NZL | ESP | JPN | Puntos | Mejores 4 |
| ---- | ----------------------- | --- | --- | --- | --- | --- | --- | --- | --- | --- | --- | --- | --- | --- | ------ | --------- |
| 1    | Lauri Joona             |     | 1   |     | 2   |     |     | 2   | 1   |     |     |     | 1   |     | 111    | 93        |
| 2    | Sami Pajari             | 1   | 4   | Ret | 1   |     |     | 1   |     |     |     |     |     |     | 87     | 87        |
| 3    | Jan Černý               | 2   |     | WD  |     | 1   |     |     | 2   | 1   |     |     | 2   |     | 104    | 86        |
| 4    | Zoltán László           | Ret |     | 1   |     | 2   |     |     |     | 2   |     |     | 4   |     | 73     | 73        |
| 5    | William Creighton       |     | 2   | 4   | Ret |     |     | 3   |     |     | 2   |     |     |     | 63     | 63        |
| 6    | McRae Kimathi           |     | 3   | Ret | 3   |     | 3   | 4   |     |     |     |     |     |     | 57     | 57        |
| 7    | Enrico Brazzoli         | 3   |     | 2   |     | Ret |     |     |     | 3   |     |     |     |     | 48     | 48        |
| 8    | Diego Domínguez Jr      |     |     |     |     | Ret | Ret |     |     |     | 1   |     | 3   |     | 40     | 40        |
| 9    | Maxine Wahome           |     |     |     |     |     | 1   |     |     |     |     |     |     |     | 25     | 25        |
| 10   | Jeremy Wahome           |     |     |     |     |     | 2   |     |     |     |     |     |     |     | 18     | 18        |
| 11   | Ivica Siladić           |     |     | 3   |     |     |     |     |     |     |     |     |     |     | 15     | 15        |
| 12   | Henri Timonen           |     |     |     |     |     |     |     | 3   |     |     |     |     |     | 15     | 15        |
| 13   | Epaminondas Karanikolas |     |     |     |     |     |     |     |     |     | 3   |     |     |     | 15     | 15        |
| 14   | Toni Herranen           |     |     |     |     |     |     |     | 4   |     |     |     |     |     | 12     | 12        |
| 15   | Panos Ismailos          |     |     |     |     |     |     |     |     |     | 4   |     |     |     | 12     | 12        |
| 16   | Roope Korhonen          |     |     |     |     |     |     | 5   |     |     |     |     |     |     | 10     | 10        |
| Pos. | Piloto                  | MON | SWE | CRO | POR | ITA | SAF | EST | FIN | YPR | GRE | NZL | ESP | JPN | Puntos | Mejores 4 |

#### WRC 3 Junior
| Pos. | Piloto                   | SWE | CRO  | POR  | EST | GRE | Puntos | Mejores 4 |
| ---- | ------------------------ | --- | ---- | ---- | --- | --- | ------ | --------- |
| 1    | Robert Virves            | 6   | 23   | 35   | 217 | 14  | 138    | 130       |
| 2    | Jon Armstrong            | 15  | 45   | 48   | 3   | 26  | 127    | 115       |
| 3    | Sami Pajari              | 57  | Ret8 | 16   | 14  | 56  | 111    | 111       |
| 4    | Lauri Joona              | 23  | 1    | 21   | 41  | 6   | 95     | 83        |
| 5    | William Creighton        | 31  | 51   | Ret1 | 5   | 3   | 68     | 68        |
| 6    | McRae Kimathi            | 4   | Ret  | 5    | 6   | 4   | 54     | 54        |
| 7    | Jean-Baptiste Franceschi |     | 3    | WD   |     |     | 15     | 15        |
| Pos. | Piloto                   | SWE | CRO  | POR  | EST | GRE | Puntos | Mejores 4 |